# Pêcheur d'Islande (film, 1915)
Pour les articles homonymes, voir Pêcheur d'Islande (homonymie).
Pour plus de détails, voir Fiche technique et Distribution.
Pêcheur d'Islande est un film français réalisé par Henri Pouctal, sorti en 1915. Il s'agit d'une adaptation du roman Pêcheur d'Islande de Pierre Loti.

## Fiche technique
- Titre : Pêcheur d'Islande
- Réalisation : Henri Pouctal
- Scénario : d'après le roman  Pêcheur d'Islande de Pierre Loti[1],[2].
- Pays de production : France
- Format : Noir et blanc - Film muet
- Genre : court métrage
- Date de sortie : 1915

## Distribution
- Romuald Joubé
- Camille Bert
- Claude Mérelle
- Berthe Jalabert